# Vocsidizer
Vocsidizer eller vocsidiser är en luftreningsutrustning som förbränner kolväten (Volatile Organic Compounds). Värmeenergin kan tas om hand och användas för uppvärmning. Den centrala enheten innehåller keramiska pellets. Den luft som ska renas blåses underifrån genom dessa pellets, medan ett elektriskt element värmer upp dem till ca 1000° C. Elementet stängs av när förbränningen kommit igång. Utrustningen finns i olika storlekar men kan typiskt rymmas i en 20-fots container.